# ۷۶۶ (قمری)
۷۶۶ (قمری)، هفتصد و شصت و ششمین سال در گاهشماری هجری قمری است. اول محرم این سال برابر با ششم اکتبر سال ۱۳۶۴ میلادی است.